# La sonnambula (film 1952)
La sonnambula è un film del 1952 diretto da Cesare Barlacchi.
Il soggetto è tratto dall'opera lirica omonima di Vincenzo Bellini.